# Montoursville
Montoursville es un borough ubicado en el condado de Lycoming en el estado estadounidense de Pensilvania. En el año 2000 tenía una población de 4,777 habitantes y una densidad poblacional de 456 personas por km².

## Geografía
Montoursville se encuentra ubicado en las coordenadas 41°15′10″N 76°54′56″O / 41.25278, -76.91556

## Demografía
Según la Oficina del Censo en 2000 los ingresos medios por hogar en la localidad eran de $37,484 y los ingresos medios por familia eran $44,583. Los hombres tenían unos ingresos medios de $33,750 frente a los $24,449 para las mujeres. La renta per cápita para la localidad era de $19,648. Alrededor del 4.2% de la población estaba por debajo del umbral de pobreza.